# Noria Manouchi
Noria Manouchi, född 7 februari 1991 i Fosie församling, Malmöhus län, är en svensk politiker (moderat). Hon är ordinarie riksdagsledamot sedan 2018, invald för Malmö kommuns valkrets.
I riksdagen är Manouchi andre vice gruppledare för Moderaterna sedan 2022, ersättare i riksdagsstyrelsen samt ledamot i krigsdelegationen och utbildningsutskottet sedan 2022. Hon är även suppleant i justitieutskottet, och har varit suppleant i bland annat socialutskottet och utbildningsutskottet.